# Monterey Park Tract
Monterey Park Tract – jednostka osadnicza w Stanach Zjednoczonych, w stanie Kalifornia, w hrabstwie Stanislaus.